# Haymarket (Virgínia)
Haymarket és una població dels Estats Units a l'estat de Virgínia. Segons el cens del 2000 tenia 879 habitants.

## Demografia
Segons el cens del 2000, Haymarket tenia 879 habitants, 321 habitatges, i 234 famílies. La densitat de població era de 665,5 habitants per km².
L'edat mediana era de 32 anys. Per cada 100 dones de 18 o més anys hi havia 106 homes.
La renda mediana per habitatge era de 70.833 $ i la renda mediana per família de 76.197 $. Els homes tenien una renda mediana de 51.576 $ mentre que les dones 32.917 $. La renda per capita de la població era de 26.503 $. Entorn de l'1,7% de les famílies i el 4,3% de la població estaven per davall del llindar de pobresa.